# 松熊つる松
松熊 つる松（まつくま つるまつ、1967年2月10日 - ）は、日本の女優、声優。旧芸名は松熊 明子（まつくま あきこ）。

## 来歴
福岡県筑豊出身。大東文化大学中退。青年座研究所を卒業後（16期）、1992年4月1日から劇団青年座に所属。

## 人物
特技はダンス、書道。

## 出演

### テレビドラマ
- いばらの償い
- おばさんデカ14
- 3年B組金八先生ファイナル
- 新マチベン
- バースデイ〜こちら椿産婦人科〜
- 松本清張特別企画・夜光の階段
- ママはバレリーナ
- 瑠璃の島
- 3年B組金八先生 ファイナル 「最後の贈る言葉」４時間SP（2011年3月27日、TBS系列）
- 東京タラレバ娘 第6話・最終話（2017年2月22日・3月22日、日本テレビ） - 高見沢 役
- アンナチュラル 第8話（2018年3月2日、TBS） - 町田修子 役
- 正義のセ 第2話・最終話（2018年4月18日・6月13日、日本テレビ） - 珠江 役
- 白衣の戦士!（2019年4月10日 - 6月19日、日本テレビ） ‐ 大塚幸代 役
- ディア・ペイシェント〜絆のカルテ〜（2020年7月17日 - 9月18日、NHK総合） - 滝本郁恵[5]
- 刑事7人 Season6 第7話（2020年9月16日、テレビ朝日） - 看護師 役
- 監察医 朝顔 新春SP（2021年1月11日、フジテレビ）
- ウチの娘は、彼氏が出来ない!! 第1話・第4話（2021年1月13日・2月3日、日本テレビ） - 整体師 役
- 恋はDeepに（2021年4月14日 - 6月9日、日本テレビ） - 風間みどり 役[6]
  - 恋はもっとDeepに -運命の再会スペシャル-（2021年6月16日）[7]
- 恋です!〜ヤンキー君と白杖ガール〜  最終話（2021年12月15日、日本テレビ） - 社員 役
- 極限夫婦 第3章「北斗夫婦の場合」（2024年3月1日 - 22日、関西テレビ）[8] - 北斗公恵 役
- 花咲舞が黙ってない 第3シリーズ 第5話（2024年5月11日、日本テレビ） - 北見容子 役[9]
- 嗤う淑女 第7話・第8話（2024年9月7日・15日、東海テレビ・フジテレビ系） - 野々宮照枝 役[10]
- わたしの宝物（2024年10月17日 - 12月19日、フジテレビ） - 辻村佳代子 役[11]

### ラジオドラマ
- 青春アドベンチャー（NHK-FM）
  - 『ディス・イズ・ザ・デイ』（2019年7月1日 - 5日）
    - おばあちゃんの好きな選手（2019年7月5日）[12]

### 配信ドラマ
- 恋はDeepに勉強中!（2021年5月5日 - 5月19日、Hulu） - 風間みどり 役[13]

### 舞台
- あおげばとうとし（梶原圭子）
- 家を出た
- お茶をすすって（倉本智子）
- おやすみ、母さん（ジェシー・ケーツ）
- 靴を探して
- 桜姫東文章（釣鐘権助）
- 新進演劇人育成公演「父が燃える」（増尾亜希子）
- 妻と社長と九ちゃん（山田茉莉絵）
- 見よ、飛行機の高く飛べるを（杉坂初江）
- 無法松の一生（駒千代）
- ケエツブロウよ-伊藤野枝ただいま帰省中（ウメ）[14]

### テレビアニメ
- 機動武闘伝Gガンダム（1994年 - 1995年、シャリー・レーン[15]）
- シンデレラ物語（1996年、ジャンヌ）
- 名探偵コナン（1996年、芝崎美江子）

### 劇場アニメ
- NAGASAKI 1945 アンゼラスの鐘（2005年）[16]

### ゲーム
- ぼくのなつやすみ4 瀬戸内少年探偵団「ボクと秘密の地図」（2009年、真由美）

### 吹き替え

#### 映画
- アイ・オリジンズ
- 007 トゥモロー・ネバー・ダイ（ウェイ・リン〈ミシェル・ヨー〉）※ソフト版
- 南極物語
- ビューティー・ショップ
- ヘルプ 〜心がつなぐストーリー〜（ミニー・ジャクソン〈オクタヴィア・スペンサー〉）
- マスク・オブ・ゾロ（エレナ・モンテロ〈キャサリン・ゼタ＝ジョーンズ〉）※ソフト版
- ラバーズ・アゲイン（ルーシー〈メローラ・ウォルターズ〉）
- ロストワールド

#### テレビドラマ
- ER緊急救命室（ウェンデル・ミード〈メッチェン・アミック〉）
- WITHOUT A TRACE/FBI 失踪者を追え!（キャシー）
- オールイン 運命の愛
- 宮廷女官チャングムの誓い（インドン）
- クリミナル・マインド4 FBI行動分析課 #2（クロン）
- デスパレートな妻たち
- BELOW THE SURFACE 深層の8日間（ナヤ・トフト〈パプリカ・スティン〉[17]）
- ファン・ジニ（チュソン〈キム・ヨンエ〉）
- ミス・マープル5 蒼ざめた馬（ガンガ・コッタム〈ホリー・バランス〉）
- 名探偵モンク

#### アニメ
- フリージ（女性アナウンサー、ジャミール婆さん、覆面捜査官、生地を買う客、バー客）

### ラジオ
- 松熊つる松のLife is a Miracle（ラジオフチューズ）